# 김수철 (종합격투기 선수)
김수철(1991년 12월 10일 ~ )은 대한민국의 종합격투기 선수로 현 로드 FC 밴텀급 챔피언이다.

## 내력

### 초기 활동
만 15세 때 태권도와 복싱을 접했다. 만 16세 때에는 프라이드와 K-1에 열광한 나머지 종합격투기를 배우고자 집 앞 5분 거리에 있는 현재의 팀포스, 국제종합체육관에 눈길을 돌렸다. 여기서 김수철은 이후 로드 FC의 대표가 되는 정문홍 관장을 만나게 된다. 김수철을 처음 본 정문홍 대표는 나이를 물어본 후 곧바로 글러브를 끼고 스파링을 제안했다. 얼떨떨했지만, 김수철은 응할 수밖에 없었다. 스파링이 시작되고 김수철은 정문홍 관장의 니킥과 하이킥을 맞고 쓰러졌다. 당시 김수철은 '그만두고 싶다'라는 생각보다는 '관장님이 정말 멋있다. 나도 저렇게 멋진 킥을 하고 싶다'는 생각을 가졌다.
그렇게 김수철은 체육관에 등록해 관원이 됐고, 정문홍 대표의 제자가 됐다. 하지만 김수철은 부모님의 반대에 몰래 운동을 하는 학생이었기에 체육관비를 낼 돈도 없었다. 자연스럽게 일주일, 한 달이 지나도 돈을 내지 못했다. 하지만 정문홍 대표는 돈을 요구하기는커녕, 김수철이 배고프다고 하면 밥까지 사주며 그를 도왔다. 열심히 한다는 것이 이유였다.

### 일본
마치 아버지처럼 자신을 보살펴주는 정문홍 관장의 뜻에 따라 김수철은 묵묵히 판크라스, 슈토 등 일본의 유명 종합격투기 단체 아마추어 대회에서 활동, 기량을 인정받으며 프로 데뷔를 준비했다. 정문홍 관장 가르침, 본인의 노력이 더해져 김수철은 불과 만 18세의 나이에 데뷔전이 되는 경기에서 챔피언십을 가졌고, 이 경기에서 승리, 일본 라이징온 페더급 챔피언에 등극했다.

### 로드 FC
하지만 당시 국내에는 종합격투기 리그가 없었고, 자연스럽게 해외에서의 원정 시합을 뛸 수 밖에 없던 상황이라 한국 선수들은 제대로 된 대우를 받기가 힘들었다. 정문홍 관장은 결국 그런 제자들을 위해 2010년 로드 FC를 출범했다. 제자들이 뛸 무대를 마련해 주고 싶었기 때문이다. 로드 FC는 김수철, 김석모 등 팀포스 선수들을 비롯, 한국의 종합격투기 선수들이 뛸 수 있는 유일한 무대였다.
이후 김수철은 정문홍 대표의 지시에 그 어떤 불만도 가지지 않고 묵묵히 따라오며 로드 FC는 물론, 해외에서도 경기를 가지며 강자들과 경쟁했다. 그 결과 김수철은 2012년 싱가포르 원 챔피언십 밴텀급 초대 챔피언에 올랐고, 2017년 김민우를 꺾고 로드 FC 밴텀급 4대 챔피언까지 오르며 억대 연봉을 받는 스타가 되었다.

## 수상 경력
- 2017년 4월 15일 공석의 로드 FC 밴텀급 타이틀 결정전에서 승리, 로드 FC 4대 챔피언 등극[1]
- 2014년 12월 21일 2014 로드 FC 어워즈 베스트 오브 더 서브미션 상
- 2014년 1월 14일 MMA-IN-ASIA 주최 2013 ASIA MMA 어워드 2014년 주목할 선수[4]
- 2012년 12월 31일 아시아 격투기 전문 언론사(TFN, samurailifer) 선정 2012년 최고의 MMA 선수[5]
- 2012년 10월 6일 싱가포르 종합격투기 단체 원 챔피언십 밴텀급 챔피언십 타이틀 결정전에서 승리, 초대 챔피언 등극[6]
- 2010년 8월 8일 일본 종합격투기 단체 라이징 온 페더급 챔피언십 타이틀 도전, 최연소 챔피언 등극 (프로 데뷔전)[7]

## 전적
| 프로 종합격투기 전적 | 프로 종합격투기 전적 | 프로 종합격투기 전적 | 프로 종합격투기 전적 | 프로 종합격투기 전적 | 프로 종합격투기 전적 | 프로 종합격투기 전적 | 프로 종합격투기 전적 |
| -------------------- | -------------------- | -------------------- | -------------------- | -------------------- | -------------------- | -------------------- | -------------------- |
| 22 시합              | (T)KO                | 항복                 | 판정                 | 실격                 | 그 밖                | 비김                 | 무효                 |
| 16 승                | 5                    | 5                    | 6                    | 0                    | 0                    | 1                    | 0                    |
| 5 패                 | 0                    | 2                    | 3                    | 0                    | 0                    | 1                    | 0                    |

| 결과 | 누적 전적 | 상대                | 방법                     | 대회명                              | 날짜       | 라운드 | 시간 | 장소        | 비고            |
| ---- | --------- | ------------------- | ------------------------ | ----------------------------------- | ---------- | ------ | ---- | ----------- | --------------- |
| 승   | 16-5-1    | 김민우              | 판정 (만장일치)          | Road FC 038                         | 2017.04.15 | 3      | 5:00 | 서울        | 밴텀급 챔피언십 |
| 승   | 15-5-1    | 시미즈 슌이치       | 항복 (암 록)             | Road FC 035                         | 2016.12.10 | 2      | 3:49 | 서울        | 밴텀급 매치     |
| 승   | 14-5-1    | 주마비에커 투얼쉰   | TKO (펀치)               | Road FC 032                         | 2016.07.02 | 1      | 2:51 | 후난 창사   | 페더급 매치     |
| 승   | 13-5-1    | 마커스 브리매지     | 판정 (만장일치)          | Road FC 029                         | 2016.03.12 | 3      | 5:00 | 강원도 원주 | 밴텀급 매치     |
| 승   | 12-5-1    | 마이키 리냐리스     | 판정 (만장일치)          | RIZIN Fighting World GP 2015: Day 2 | 2015.12.31 | 3      | 5:00 | 사이타마    | -61 kg 매치     |
| 무   | 11-5-1    | 말론 산드로         | 판정 (만장일치)          | Road FC 025                         | 2015.08.22 | 3      | 5:00 | 강원도 원주 | 페더급 매치     |
| 승   | 11-6-0    | 나카하라 다이요     | 항복 (길로틴 초크)       | Road FC 024                         | 2015.07.25 | 1      | 4:36 | 도쿄        | 밴텀급 매치     |
| 승   | 10-5-0    | 와그너 캄포스       | TKO (펀치)               | Road FC 021                         | 2015.02.01 | 1      | 2:18 | 서울        | 밴텀급 매치     |
| 승   | 9-5-0     | 다무라 이세이       | 항복 (리어네이키드 초크) | Raod FC 015                         | 2014.05.31 | 1      | 2:41 | 강원도 원주 | 밴텀급 매치     |
| 승   | 8-5-0     | 데즈카 모토노부     | TKO (펀치)               | Road FC 014                         | 2014.02.09 | 1      | 1:58 | 서울        | 밴텀급 매치     |
| 패   | 7-5-0     | 비비아노 페르난데스 | 판정 (만장일치)          | ONE FC 11: Total Domination         | 2013.10.18 | 3      | 5:00 | 칼랑        | 밴텀급 매치     |
| 승   | 7-4-0     | 레안드로 이사       | TKO (펀치 연타)          | ONE FC 6: Rise of Kings             | 2012.10.06 | 2      | 0:15 | 칼랑        | 밴텀급 챔피언십 |
| 승   | 6-4-0     | 케빈 베링온         | 판정 (만장일치)          | ONE FC 5: Pride of a Nation         | 2012.08.31 | 3      | 5:00 | 마닐라      | 밴텀급 매치     |
| 승   | 5-4-0     | 사토 쇼코           | TKO (닥터 스톱)          | Road FC 008                         | 2012.06.16 | 4      | 1:27 | 강원도 원주 | 밴텀급 매치     |
| 패   | 4-4-0     | 문제훈              | 판정 (만장일치)          | Road FC 007                         | 2012.03.24 | 3      | 5:00 | 서울        | 밴텀급 매치     |
| 패   | 4-3-0     | 구스타보 화시럴리   | 항복 (리어네이키드 초크) | ONE FC 2: Battle of Heroes          | 2012.02.11 | 1      | 1:12 | 자카르타    | 밴텀급 매치     |
| 패   | 4-2-0     | 레안드로 이사       | 판정 (만장일치)          | ONE FC 1: Champion vs Champion      | 2011.09.03 | 3      | 5:00 | 칼랑        | 밴텀급 매치     |
| 승   | 4-1-0     | 나카무라 겐타       | 판정 (만장일치)          | Road FC 003                         | 2011.07.24 | 3      | 5:00 | 서울        | 밴텀급 매치     |
| 패   | 3-1-0     | 앤드류 레온         | 항복 (길로틴 초크)       | ProFC                               | 2011.07.17 | 1      | 0:28 | 타이베이    | 밴텀급 매치     |
| 승   | 3-0-0     | 소재현              | 판정 (만장일치)          | Road FC 002                         | 2011.04.15 | 3      | 5:00 | 서울        | 밴텀급 매치     |
| 승   | 2-0-0     | 김효룡              | 항복 (길로틴 초크)       | Road FC 001                         | 2010.10.23 | 1      | 1:50 | 서울        | 밴텀급 매치     |
| 승   | 1-0-0     | 가나야마 야스히로   | 항복 (암바)              | Rising On 3: Dynamic                | 2010.08.08 | 1      | 4:43 | 오사카      | 페더급 챔피언십 |